# Vương tử Anh

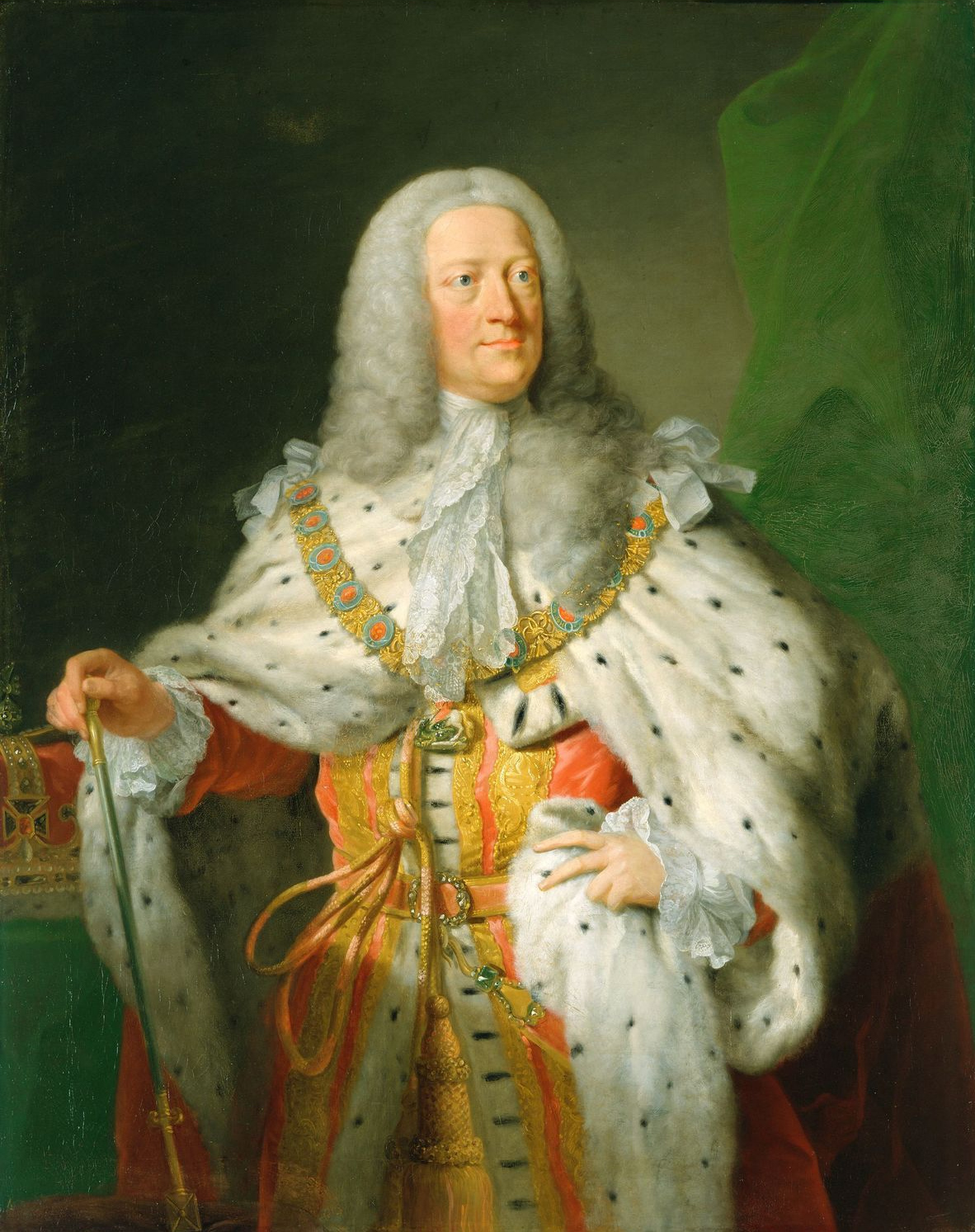
Prince George Augustus, con trai duy nhất của George I của Anh, là British prince đầu tiên.

Vương tử Anh, Vương tôn Anh, Vương công Anh hoặc Công thân Anh, đôi khi cũng gọi Hoàng tử Anh vì cách dịch sai thông dụng tại Việt Nam, nếu xét theo một định nghĩa khái quát, thì đây là các cách gọi của Việt Nam về danh xưng của [Prince of the United Kingdom of Great Britain and Northern Ireland], hoặc [British prince].
Khác với Prince, các British prince là những tước hiệu đặc thù, mặc định ám chỉ các hậu duệ của quân chủ của Vương quốc Liên hiệp Anh và Bắc Ireland, gọi tắt United Kingdom hay Great Britain, và chỉ con trai cùng cháu nội của "quân chủ đang trị vì" mới có thể được gọi là Prince. Ngoại lệ duy nhất ở United Kingdom xảy ra với Prince Philip, Công tước xứ Edinburgh, chồng của đương kim Nữ vương Elizabeth II. Các British prince được dùng kính xưng Royal Highness cao quý nhất, chỉ dưới Majesty của quân chủ.
Khi một British prince cưới vợ, nếu họ không phải là một Princess từ trước, thì chỉ có thể đạt tước hiệu tương ứng của chồng mình và không thể được gọi là Princess như các Vương nữ chính thống của gia đình vương thất.

## Lịch sử
Trước năm 1714, các Vương tử và Vương nữ - con trai và con gái của quân chủ Anh không có bất kỳ danh xưng cụ thể nào trừ tước hiệu mà mình được tấn phong, và Prince duy nhất vào thời điểm ấy được biết đến là Thân vương xứ Wales (Prince of Wales), tước vị dành cho Trữ quân của ngai vàng Anh từ thời Edward III của Anh. Cách dùng Prince và Princess trong thời kỳ này chỉ là một cách xác định ví von biểu thị địa vị của Vương tử hoặc Vương nữ ấy, đó vẫn không phải là tước xưng chính thức.
Sau khi Quốc vương George I của nhà Hannover lên ngôi, vương thất Anh bắt đầu dùng "Prince" để ám chỉ các con trai cùng cháu trai của quân chủ đang trị vì, do vậy có thể thấy từ thời kỳ này trở đi, cho dù là tước phong quý tộc Công tước hay Hầu tước, Bá tước thì các Vương tử hoặc Vương tôn đều có tước xưng Prince ngay trước tên thánh của mình. Kèm theo đó, họ có được dùng kính ngữ His Royal Highness (gọi tắt là HRH), còn cháu cố đích tôn thì là His Highness (gọi tắt là HH).
- Trường hợp cháu cố đích tôn chỉ xảy ra ở vương triều Anh mãi năm 1776, đó là [Prince William xứ Gloucester]. Năm 1816, khi ông cưới người họ hàng, con gái của Vua George III, thì ông được đặt cách sử dụng kính xưng His Royal Highness. Người chị duy nhất của ông, [Princess Sophia xứ Gloucester], cũng được sử dụng kính xưng Her Royal Highness ngay sau khi em trai được đặt cách sử dụng.
- Cháu cố dòng thứ của quân chủ Anh là Prince Ernst August, được sử dụng kính xưng His Royal Highness vì ông là cháu nội đích tôn của nhánh Vương quốc Hanover, và trở thành Trữ quân của vương quốc này.

Sau 3 tuần đứa cháu nội đích tôn dòng trưởng sinh ra, Victoria của Anh đã ra chỉ thị năm 1864, chính thức xác nhận cách gọi: [HRH The Prince / Princess + (tên thánh)] của tất cả các con và cháu nội của bà. Tuy nhiên, thông cáo này của bà lại không nói rõ cách dùng cho những đứa cháu cố và xa hơn nữa, không đề cập có thể sử dụng kính xưng Highness lẫn được phép gọi là Prince hay Princess hay không. Sau đó, liên tiếp những chỉnh sửa cụ thể về trước danh của thành viên vương thất như sau:
- Năm 1898, các con của George, Công tước xứ York - con trai cả của Thân vương xứ Wales, đều được gọi là Prince và Princess, cùng với kính xưng HRH cũng được sử dụng. Đến năm 1898, triều đình Anh quyết định công nhận rằng: ["Các con của người trưởng nam của tất cả Thân vương xứ Wales, đều cũng được sử dụng kính xưng Royal Highness"][2].
- Năm 1914, Vua George V thông qua rằng: các con của Công tước Ernst August xứ Braunschweig, một người cháu cố của Quốc vương George III, đều trở thành Prince và Princess cùng với kính xưng HRH.
- Năm 1917, Vua George V thông qua một công bố chính thức của vương triều, đổi tên gia tộc từ [Nhà Saxe-Coburg-Gotha] sang [Nhà Windsor], do đó ngừng sử dụng tước hiệu Công tước xứ Sachsen, Công tử xứ Sachsen-Coburg and Gotha,... các loại tước hiệu thuộc Đức[3].
- Năm 1918, một đạo luật cuối cùng dưới triều George V về quy định sử dụng tước xưng Prince và kính xưng Royal Highness. Ngày 30 tháng 11, thông cáo ghi rõ: ["Tất cả các con của quân chủ toàn cõi nước Anh, cùng những người con của Đích trưởng tôn, và cháu Đích trưởng tôn của Thân vương xứ Wales, từ khi còn sống đến khi về với Chúa, sẽ thoải mái sử dụng tước hiệu Prince hay Princess, cùng kính xưng cao quý Royal Highness trước tên Thánh của mình, đi kèm là tước vị quý tộc vinh hiển khác mà mình được thụ phong"]. Ngoài ra, những người cháu nội của các Vương tử - con trai quân chủ Anh, đều sẽ được vinh danh ngang với các con của Công tước quý tộc trước tên Thánh của mình (cụ thể là Lord và Lady)[4][5].

Những quy định trên được gìn giữ tại vương thất Anh cho đến ngày nay, chỉ một vài quy định cá biệt:
- Vị Công tước xứ Braunschweig, trưởng lãnh của nhà Hannover, đã bác bỏ các quy định này do đã tước đi quyền sử dụng tước vị ở Anh cho các con của ông. Và năm 1931, với tư cách là trưởng nam của nhà Hannover, cháu đích tôn của Vua George III, ông đã tuyên bố sắc lệnh những thành viên gia tộc Hannover cũ không cần phải án theo quy định mới này, các con của ông vẫn là [Prince (hoặc Princess) của Great Britain và Ireland] và dùng kính ngữ Royal Highness như thường. Đến ngày nay, trưởng nam nhà Hannover là Prince Ernst August vẫn giữ hiệu lực của sắc lệnh này. Dẫu vậy, "Sắc lệnh" của nhà Hannover không được công nhận trong United Kingdom.
- Sau khi Edward VIII của Anh thoái vị, em trai ông là Vua George VI lên ngôi, cấp cho anh trai mình tước vị Công tước xứ Windsor cùng kính xưng His Royal Highness như một hậu duệ của quân chủ. Song, Vua George VI lại từ chối cấp tước xưng cho vợ ông, Wallis Simpson, làm Her Royal Highness và hậu duệ của ông (nếu có) cũng không có quyền thừa hưởng.
- Ngày 22 tháng 10 năm 1948, Vua George VI cấp lệnh cho phép hậu duệ của con gái cả của ông, Princess Elizabeth, Bà Công tước xứ Edinburgh, và chồng là Philip, Công tước xứ Edinburgh được sử dụng tước xưng Prince và Royal Highness[6]. Do đó, con trai của Princess Elizabeth là Charles trong thời gian này được biết đến là [HRH Prince Charles xứ Edinburgh], cho đến khi Princess Elizabeth kế vị thì Charles trở thành Thân vương xứ Wales.
- Ngày 22 tháng 2 năm 1957, Nữ vương Elizabeth II ra sắc lệnh phong chồng bà, [Philip, Công tước xứ Edinburgh] trở thành [Prince Philip của Vương quốc Liên hiệp Anh và Bắc Ireland]. Thời điểm ấy, Prince Philip trở thành một British prince duy nhất lại không xuất thân hậu duệ trực tiếp từ quân chủ Anh, dù ông có dòng dõi Victoria của Anh qua họ mẹ nhưng là qua mấy đời, hơn nữa họ ngoại không có quyền truyền danh xưng Prince theo luật lệ từ xưa.
- Trong ngày cưới của Prince Edward và Sophie Rhys-Jones, Nữ vương Elizabeth II đã thể theo yêu cầu của hai vợ chồng, không ban Prince cùng Royal Highness cho con của hai người, mà chỉ sử dụng kính xưng bình thường của một người con Bá tước nước Anh. Cho nên hai người con của ông, Lady Louise Windsor cùng James, Tử tước Severn không phải Princess và Prince như lẽ thường[7].
- Ngày 31 tháng 12 năm 2012, Nữ vương Elizabeth II ra sắc lệnh, tất cả các con của Đích trưởng tử của Thân vương xứ Wales, ở đây ám chỉ Prince William, đều sẽ là Prince cùng Princess và sử dụng kính xưng Royal Highness[8], chính vì thế mà hai người con trai George và Louis, cùng con gái Charlotte đều là Prince cùng Princess như con/ cháu của một quân chủ.

## Nhân vật
Hai thế hệ British prince đứng đầu của United Kingdom hiện tại:

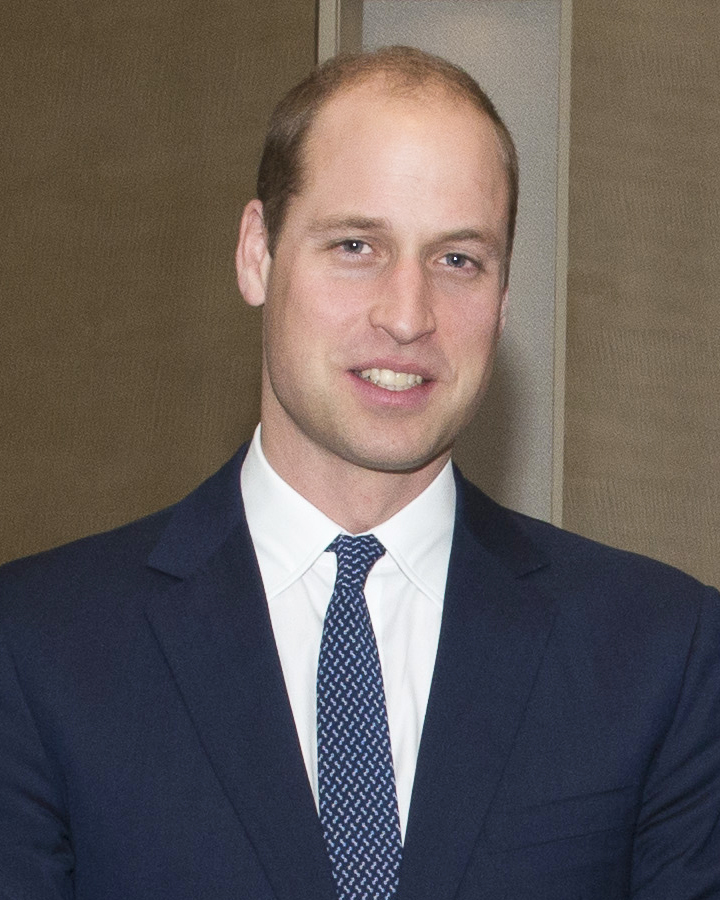
His Royal Highness, Prince William, Thân vương xứ Wales, con cả của Charles III người cháu lớn của cố Nữ vương Elizabeth II.
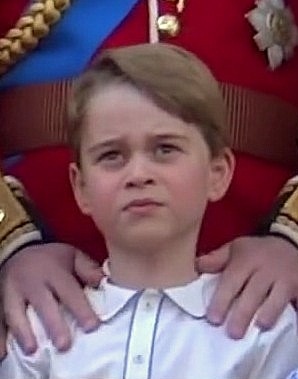
His Royal Highness, Prince George xứ Wales, con cả của Prince William, cháu nội lớn nhất của Charles III.

## Sử dụng

Mũ miện của Trữ quân nước Anh
Mũ miện của Vương tử nước Anh
Mũ miện của trưởng tử của Trữ quân nước Anh
Mũ miện của Vương tôn nước Anh

- Khi gọi Thân vương xứ Wales - Trữ quân của ngai vàng Anh: [HRH The Prince of Wales]
- Khi gọi Vương tử nước Anh, đã được thụ phong tước hiệu: [HRH The Duke/Earl of (tên đất phong)]
- Khi gọi Vương tử nước Anh, chưa được thụ phong tước hiệu: [HRH The Prince (tên thánh)]
- Khi gọi Vương tôn nước Anh, đã được thụ phong tước hiệu: [HRH The Duke/Earl of (tên đất phong)]
- Khi gọi Vương tôn nước Anh, chưa được thụ phong tước hiệu: [HRH Prince (tên thánh) of (tên đất phong của cha)]
- Khi gọi Vương tằng tôn nước Anh, có cha là trưởng tử của Trữ quân nước Anh: [HRH Prince (tên thánh) of (tên đất phong của cha)]

### Danh mục
- Velde, François. "Royal Styles and Titles of Great Britain: Documents".